# Carl Wilhelm von Sydow
Pour les articles homonymes, voir von Sydow.
Carl Wilhelm von Sydow, né le 21 décembre 1878 à Ryssby, Kronobergs län et mort le 4 mars 1952 à Lund, est un ethnologue suédois d'origine germano-poméranienne. 

## Biographie
Il termine ses études à Växjö en 1897 et commence ensuite à étudier à l'université de Lund en 1898.
Il s'intéresse également au folklore irlandais et à la langue gaélique. Beaucoup de ses photographies des années 1920 se trouvent dans les archives nationales irlandaises.
Son fils est l'acteur Max von Sydow.